# غوراغات
غوراغات (به لاتین: Ghoraghat) یک منطقهٔ مسکونی در بنگلادش است که در ناحیه دیناج‌پور واقع شده‌است. غوراغات ۱۴۸٫۶۷ کیلومتر مربع مساحت و ۸۴٬۲۷۹ نفر جمعیت دارد.